# Eppo (stripreeks)
Eppo is een Nederlandse stripreeks die oorspronkelijk werd geschreven en getekend door Uco Egmond  voor het gelijknamige stripweekblad. De cartoonesk getekende gags gaan over Eppo, de antiekverkoper Ouwe en de hond Pineut (zie hoofdstuk Personages). 

## Publicatiegeschiedenis
De eerste strips werden in 1974 in het stripweekblad Pep gepubliceerd. Vervolgens fuseerde Pep in 1975 met Sjors tot Eppo.  
In 1983 werd het blad ingrijpend veranderd; Gerard Leever nam tijdelijk de strip over omdat Uco Egmond aan de Falco en Donjon-reeks werkte. De gags werden met de helft korter en verhuisden van de achterpagina naar de postrubriek. In 1985 fuseerde Eppo met het stripweekblad Wordt Vervolgd tot Eppo Wordt Vervolgd; Egmond stopte echter met het vervaardigen van nieuwe Eppo-gags. 
In 2009 werden zowel de strip als het blad Eppo nieuw leven ingeblazen; de strip, als vanouds door Uco Egmond getekend, verscheen weer achterop als paginalange gags. Vanaf Eppo nummer 6 in 2012 is de vaste scenarist Alex van Koten die de strips het eerste half jaar samen schreef met Arwin Kossen onder het gezamenlijke pseudoniem Mart Koster, na hun samenwerking bleef Alex van Koten het pseudoniem gebruiken. In 2013 droeg Egmond de strip over aan tekenaar René Uilenbroek die het op zijn beurt in 2018 aan Pieter Hogenbirk overdroeg. In 2022 stopte Hogenbirk met Eppo en nam Uilenbroek tijdelijk weer een aantal gags op zich alvorens de strip werd overgedragen aan tekenaar Aart Cornelissen en scenarist Gerard Leever.

## Personages
- Eppo: hoofdpersoon, draagt een bril en is doorgaans gekleed in een beige spencer, zwarte broek en wit-rode gympen. Zijn rode haar was in de beginjaren een matje maar werd gaandeweg een stuk korter. Eppo rijdt in een 2CV.
- Ouwe: antiekverkoper met een grote grijze snor, baardstoppels, en een zwarte baret. Eppo probeert hem te helpen de zaak draaiende te houden, maar dat levert lang niet altijd het gewenste resultaat op. Een andere running gag is dat Ouwe het biljartlaken in de stamkroeg kapot scheurt en daar de gevolgen van moet ondergaan.
- Pineut: grote zwart-witte hond.
- Keesje: het neefje van Eppo, lijkt op zijn oom maar dan brutaler van karakter en uitstraling. Tot 1982 verscheen Keesje in enkele gags als bijfiguur.

## Figurantenrollen
- Uco Egmond heeft zichzelf diverse cameo's gegeven, onder andere als muzikant op een jazzfestival.
- Tekenaar Peer Coolen, met wie Egmond De Leukebroeders maakte, heeft een cameo in een van de gags uit 1977.
- In de gag van nr. 10 uit 1982 bezoeken Agent 327 en Franka de stamkroeg.
- Omgekeerd heeft Eppo in 2017 een gastrol in een van de Agent 327-hommageverhalen.

## Trivia
- In de gag van nr, 37 uit 1982 citeert Eppo Peter Koelewijns Kom van dat dak af wanneer hij Pineut in bad probeert te krijgen.
- De gags waarin Eppo Ouwe elke dag bruine bonen laat eten om zo een legpuzzel bijeen te verzamelen, en waarin ze taxi's moeten wassen omdat Ouwe de rekening niet kon betalen werden verwerkt in Donald Duck-strips voor het gelijknamige stripweekblad.

## Albums
Hieronder volgt een lijst van albums met erachter het jaartal van de eerste uitgave. Enkele albums kenden overigens nog een herdruk.
1. In de puree (1978)
2. In de bocht (1978)
3. In de wolken (1980)
4. Aan de bak (1981)
5. Aan de rol (1982)

1. ↑  Eppo (stripbladen), Comicweb.nl
2. ↑  Out, Sander (2018) 'Pendelen tussen pinguïns en detectives - deel 1', StripGlossy, jrg. 3, nr. 11, p. 105.
3. ↑  Eppo, Stripinfo.be. Gearchiveerd op 4 februari 2023.
4. ↑  Eppo (stripboeken), Comicweb.nl